# Новосеменкино (Чекмагушівський район)
Новосеме́нкино (рос. Новосемёнкино, башк. Яңы Семенкин) — село у складі Чекмагушівського району Башкортостану, Росія. Входить до складу Юмашевської сільської ради.
Населення — 207 осіб (2010; 224 у 2002).
Національний склад:
- чуваші — 93 %